# Andreas Baader

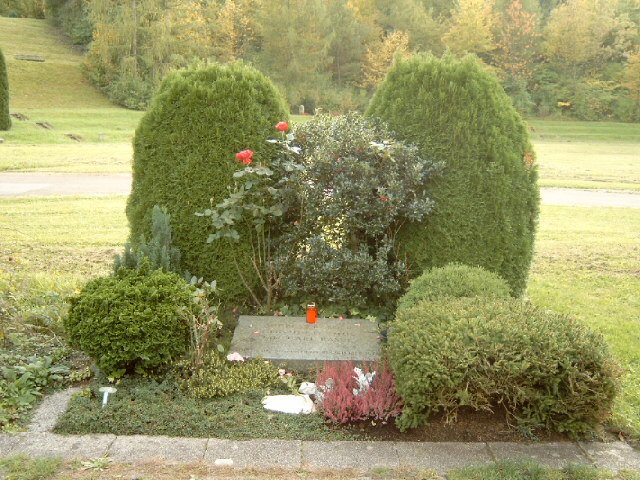
Tumba de Andreas Baader, Gudrun Ensslin y Jan-Carl Raspe en el Cementerio de Stuttgart.

Andreas Bernd Baader, alias Hans (Múnich, 6 de mayo de 1943 - Prisión de Stammheim, 18 de octubre de 1977) fue uno de los primeros líderes de la organización de extrema izquierda alemana Fracción del Ejército Rojo, también conocida como la "banda Baader-Meinhof".

## Biografía

### Juventud
Fue hijo único del historiador y archivista Berndt Philipp Baader, quien sirvió durante la Segunda Guerra Mundial en la Wehrmacht, fue capturado en el frente ruso en 1945 y jamás regresó a Alemania. Creció bajo los cuidados de su madre, su tía y su abuela. Fue estudiante de bachillerato antes de verse envuelto en las acciones de la RAF. Fue uno de los pocos miembros del movimiento armado que no asistió a la Universidad debido a su intensa militancia en la lucha revolucionaria de un grupo de la izquierda radical. Ellinor Michel, su antigua novia y madre de su única hija,  llamada Suse, lo describió como una persona violenta y explosiva.

### Inicios en la guerrilla urbana
En 1968, Baader y su novia Gudrun Ensslin además de Thorwald Proll y Horst Söhnlein fueron detenidos y enjuiciados por el incendio de una tienda departamental en Fráncfort del Meno. Después de ser sentenciado en noviembre de 1969, Baader se escapó pero fue recapturado en abril de 1970. Unas pocas semanas después en mayo de 1970, a Baader se le permitió estudiar en la biblioteca de un Instituto de Investigación en las afueras de la prisión, sin ser esposado ni mayores medidas de seguridad. A la periodista Ulrike Meinhof y a dos mujeres más se les permitió unírseles en esta actividad; al momento de trasladarse, ellas permitieron el ingreso de un hombre enmascarado quien disparó contra el bibliotecario, de 64 años hiriéndolo gravemente en el hígado. Baader, las tres mujeres y el encapuchado saltaron por la ventana, dando inicio al famoso término "la Banda Baader-Meinhof.

### La Fracción del Ejército Rojo
Baader y los demás pasaron un tiempo recibiendo adiestramiento militar en un campo de entrenamiento de Fatah en Jordania, antes de ser expulsados por diferentes razones, siendo la principal la indisciplina. De regreso a Alemania, Baader y sus acompañantes robaron varios bancos y volaron varios locales públicos entre 1970 y 1972. El 1 de junio de 1972, fue detenido junto a Jan-Carl Raspe y Holger Meins también miembros de la RAF, luego de un prolongado tiroteo en Fráncfort. Durante una huelga de hambre colectiva en 1974, en la cual Holger Meins murió de inanición, el filósofo Jean-Paul Sartre visitó a Baader en Stammheim. Sartre posteriormente describió a Baader como un "estúpido increíble" y un "tarado". "Sartre par lui-même", 1976

### Prisión y muerte
Entre 1975 y 1977, tuvo lugar un extenso y costoso juicio en un edificio blindado en la prisión de Stuttgart-Stammheim. Según los reportes de sus carceleros (por ejemplo, Horst Bubeck) en Stammheim, los acusados, especialmente Baader, mantuvieron sus celdas sucias y desordenadas todo el tiempo posible para despistar a los policías sobre cualquier artículo que los abogados pudieran haberles contrabandeado, en vista que éstos no estaban separados por paneles de vidrios y sostuvieron reuniones no controladas (los acusados llegaron a pasar fotografías tomadas clandestinamente en prisión).
Ulrike Meinhof fue encontrada muerta en su celda de Stuttgart-Stammheim el 9 de mayo de 1976, colgada de uno de los barrotes. Los Miembros de la Fracción del Ejército Rojo y otras personas dijeron de inmediato que había sido asesinada por las autoridades alemanas. Posteriormente la llamada "segunda generación de la RAF", realizó varios secuestros e intentos de asesinatos para ayudar a liberar a sus camaradas, lo que generó el rápido enjuiciamiento de los líderes en prisión quienes fueron condenados en abril de 1977, por varios asesinatos, atentados, robos a bancos y haber formado una organización terrorista, siéndoles aplicada la pena de cadena perpetua. 
Con el secuestro de Hanns Martin Schleyer el 5 de septiembre de 1977 y el asalto al Vuelo 181 de Lufthansa a mediados de octubre, los terroristas intentaron forzar la liberación de Baader y otros diez prisioneros. Después de varias semanas en el llamado  Otoño Alemán, los pasajeros del Boeing 737 llamado Landshut fueron rescatados por los Comandos alemanes GSG9 de las Fuerzas Especiales las primeras horas del 18 de octubre de 1977.
Según los relatos oficiales de su muerte, Raspe se enteró del éxito de los GSG9 gracias a un radiotransistor clandestino y en las siguientes horas estuvo hablando con Baader, Ensslin y Möller, quienes acordaron un pacto suicida. Esa mañana, Andreas Baader y Jan-Carl Raspe fueron encontrados en sus celdas muertos por heridas de bala, mientras que Gudrun Ensslin fue encontrada colgada del techo mediante una soga hecha con cable de altavoz. Irmgard Möller fue hallada con cuatro puñaladas en su pecho, pero sobrevivió.
Todas las investigaciones oficiales sobre este asunto concluyeron que Baader y sus dos cómplices cometieron suicidio colectivo y el biógrafo de la Baader-Meinhof, Stefan Aust, mantuvo en la primera edición de su libro, The Baader-Meinhof Group (1985), que casi con toda probabilidad fue así.
Hay muchos aspectos discutibles en esas muertes. Se supone que Baader tuvo que dispararse a sí mismo en la base del cuello de forma tal que la bala saliera por su frente. Las pruebas que se hicieron intentando repetir ese resultado indicaron que era prácticamente imposible para una persona disparar un arma de esa manera. Además, se encontraron tres agujeros de bala en su celda: uno en la pared, otro en el colchón y el que alojaba el proyectil que causó la muerte, en el suelo, lo que implicaba que Baader había disparado dos veces antes de matarse a sí mismo. Por último, Baader presentaba quemaduras de pólvora en su mano derecha, pero era zurdo. Raspe, sin embargo, no tenía señales de pólvora quemada.
Möller aún insiste que las muertes y sus heridas fueron una ejecución extrajudicial por parte del gobierno alemán. Tanto Baader, Raspe y Ensslin avisaron de que no tenían intención alguna de suicidarse y que creían que el gobierno quería acabar con ellos. Dada la imposibilidad de introducir armas de fuego en una cárcel de extrema seguridad todo apunta a que fueron asesinados.
Su nombre fue expresamente mencionado como digno de agradecimiento y respeto en la declaración final de disolución de la Fracción del Ejército Rojo, datada en marzo de 1998 y recibida por varias agencias de prensa el 20 de abril de 1998.

## En la ficción
- Stammheim (1986) de Reinhard Hauff, con Ulrich Tukur en el papel de Andreas Baader y guion de Stefan Aust.
- Todesspiel (1997) de Heinrich Breloer, con Sebastian Koch como Andreas Baader.
- Baader (2002) de Christopher Roth, con Frank Giering en el papel protagonista.
- Andreas Baader – Der Staatsfeind (2002), documental de Klaus Stern.
- Der Baader Meinhof Komplex (2008) de Uli Edel, basada en el libro homónimo de Stefan Aust. Moritz Bleibtreu interpreta a Andreas Baader.
- Wer wenn nicht wir (2011) de Andres Veiel, sobre el libro Vesper, Ensslin, Baader de Gerd Koenen y Alexander Fehling como Baader.